# Bughouse Bellhops
Bughouse Bellhops er en amerikansk stumfilm fra 1915.

## Medvirkende
- Harold Lloyd som Luke
- Snub Pollard som Moke Morpheus
- Bebe Daniels
- Earl Mohan
- Gene Marsh